# NGC 7368
NGC 7368 ist eine Balken-Spiralgalaxie vom Hubble-Typ SBb im Sternbild Kranich am Südsternhimmel. Sie ist schätzungsweise 105 Millionen Lichtjahre von der Milchstraße entfernt.
Das Objekt wurde am 4. Oktober 1836 von John Herschel entdeckt.

## NGC 7368-Gruppe (LGG 461)
| Galaxie   | Alternativname | Entfernung/Mio. Lj |
| --------- | -------------- | ------------------ |
| PGC 69578 | ESO 345-46     | 96                 |
| PGC 69759 | ESO 346-01     | 104                |
| NGC 7368  | PGC 69661      | 105                |